# Museo delle ferrovie della Sardegna
Il Museo delle Ferrovie della Sardegna (in sardo Museu de sas Ferrovias de Sardìnnia) è un museo ferroviario situato a Monserrato, nei pressi della locale stazione ferroviaria e dei depositi ferroviari dell'ARST.
Inaugurato il 12 dicembre 1996 su iniziativa dell'Ente sardo industrie turistiche (ESIT), è dotato di una superficie espositiva di circa 1000 m², e contiene numerosi reperti relativi alla storia delle ferrovie secondarie in Sardegna. Il museo è tuttavia chiuso al pubblico dal 2012 in attesa di alcuni lavori necessari alla struttura.

## Esposizione
Il museo è suddiviso per aree: la prima comprende una sezione dedicata al materiale relativo alla fase di costruzione delle linee ferroviarie a scartamento ridotto della Sardegna. Una seconda area è dedicata al lavoro, agli utensili e ai macchinari impiegati nelle officine, mentre un'altra riguarda il funzionamento delle stazioni d'epoca, con le attrezzature utilizzate dai  capistazione, oltre ai quadri orari e altra documentazione affine. Una quarta sezione riguarda l'area in cui è ospitato il materiale rotabile storico del museo: qui oltre a progetti, parti di vecchi rotabili e altro materiale, sono custodite le locomotive a vapore Winterthur 43 Goito del 1893 e Reggiane FCS 402 del 1931, oltre ad alcune carrozze d'epoca (tra cui le Bauchiero del 1911), utilizzate anche dai convogli storici del Trenino Verde. Proprio per questo motivo gli edifici del museo sono collegati al fascio binari del piazzale depositi della stazione.

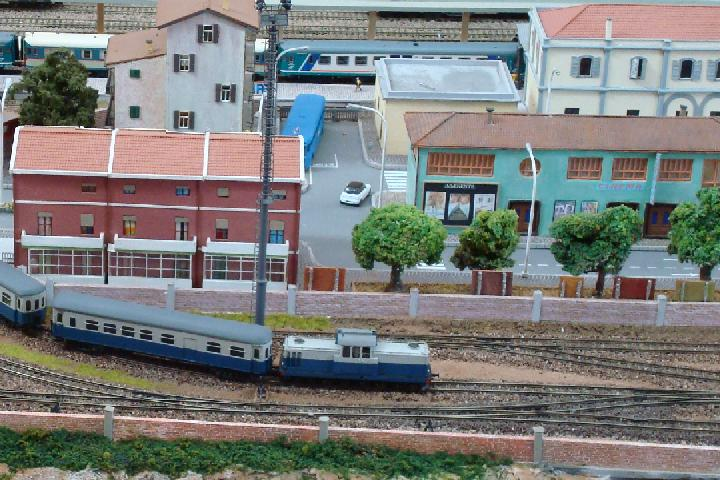
Plastico in scala H0m con treni dell'ARST e di Trenitalia

Nel museo è presente anche un plastico ferroviario con modelli dinamici, riproducente in scala uno scenario ispirato all'attività ferroviaria in Sardegna, realizzato dall'Associazione Ferroviaria Sarda che ha sede nella struttura.